# 瀬戸瀬駅
瀬戸瀬駅（せとせえき）は、北海道紋別郡遠軽町瀬戸瀬西町にある北海道旅客鉄道（JR北海道）石北本線の駅である。電報略号はセセ。事務管理コードは▲122518。駅番号はA49。現存する上川駅 - 遠軽駅間の駅では唯一特急の停車がなく、その他速達列車も特別快速「大雪」のうち夜間の上り1本のみが普通列車の代替として停車し、快速「きたみ」は通過する。

## 歴史

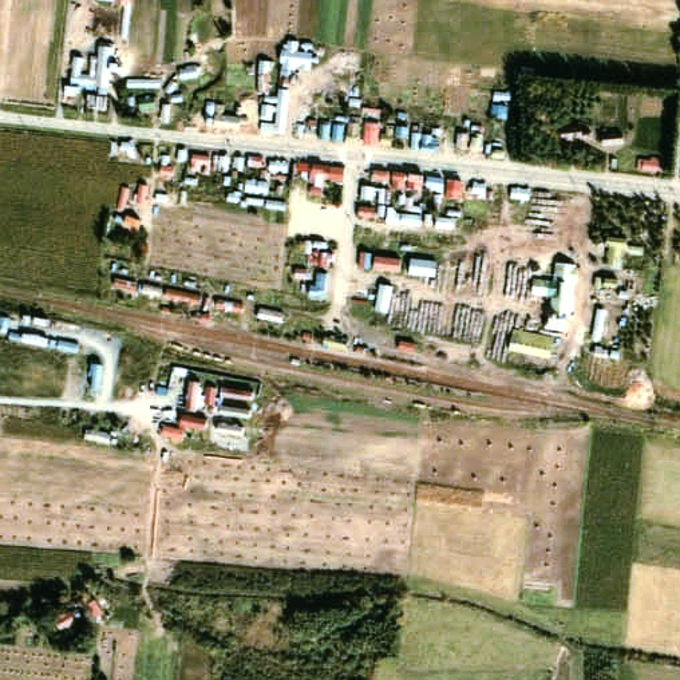
1978年の瀬戸瀬駅と周囲約500m範囲。右が遠軽方面。

- 1927年（昭和2年）10月10日：鉄道省石北東線の駅として開業[4]。一般駅[1]。
- 1932年（昭和7年）10月1日：新旭川駅 - 野付牛駅間を石北線と線名改称[4]。
- 1949年（昭和24年）6月1日：公共企業体である日本国有鉄道に移管。
- 1961年（昭和36年）4月1日：所属路線が石北本線に改称[4]。
- 1982年（昭和57年）11月15日：貨物取扱い廃止[1]。
- 1983年（昭和58年）1月10日：荷物取扱い廃止[1]。同時にCTC導入により駅員無配置駅となり[新聞 1]、簡易委託化。
- 1987年（昭和62年）4月1日：国鉄分割民営化によりJR北海道に承継[1][4]。
- 1988年（昭和63年）：駅舎改築[5]。
- 時期不詳：簡易委託廃止。
- 2016年（平成28年）3月26日：ダイヤ改正により、白滝駅 - 遠軽駅間の普通列車が2往復減便され、当駅に停車する列車は4往復から2往復となる[JR北 1]。
- 2019年（平成31年）3月16日：ダイヤ改正により、白滝駅 - 遠軽駅間の普通列車が1往復増便され、当駅に停車する列車は2往復から3往復となる[6]。
- 2021年（令和3年）4月：遠軽町による維持管理に移行[新聞 2][JR北 2]。
  - 当初は廃止も検討されたが「瀬戸瀬地区から高校への通学者の利用が当面見込まれるため」として存続した[7]。
- 2025年（令和7年）3月15日：同日のダイヤ改正での石北本線輸送体系見直しにより、夜間の遠軽駅 - 白滝駅間普通列車1往復が削減された。このうち上り列車の代替として、近い時間に運転されていた網走駅 - 札幌駅間上り特急「オホーツク4号」が旭川駅終着の特別快速「大雪」（3594D、号数なし）に変更され当駅に停車するようになり、当駅の停車列車は下り2本、上り3本となる[JR北 3][3]。
  - また、この改正では夜間の停車列車削減により下り最終列車が12時台となり、上り始発列車（14時台）より早い発車となった[3]。

### 駅名の由来
所在地名より。アイヌ語に由来する下記の2説があるが、はっきりしない。
- 「セッウㇱイ（set-us-i）」〔巣・多い・もの（川）〕の転訛
- 「セタニウシウトゥルコッ（setani-usi-uturu-kot）」〔エゾノコリンゴの木[注釈 1]・群生する所・の間の・沢（凹地）〕の前半部「セタニウシ」が「セタウシ」となり、さらに転訛したもの

## 駅構造
相対式ホーム2面2線を有する地上駅。ホーム間の移動は跨線橋を使う。かつては2面3線として運用され、多数の側線を有していたが、側線は撤去され、旧3番線も横取線となった。
遠軽町管理の無人駅。

### のりば
| 番線 | 路線      | 方向 | 行先           |
| ---- | --------- | ---- | -------------- |
| 1    | ■石北本線 | 下り | 遠軽方面       |
| 2    | ■石北本線 | 上り | 白滝・旭川方面 |

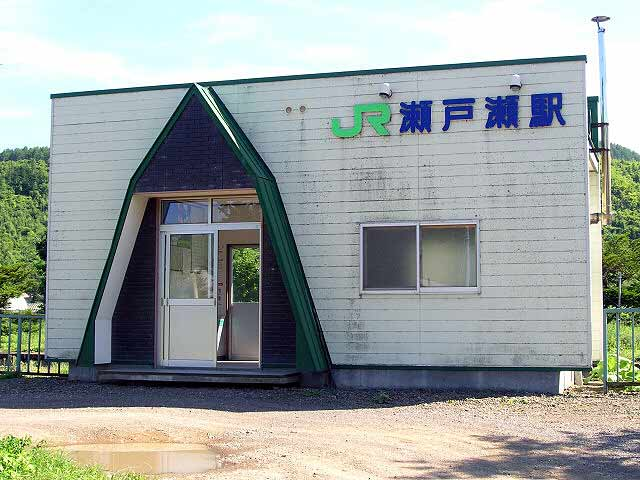
駅舎（2004年7月）
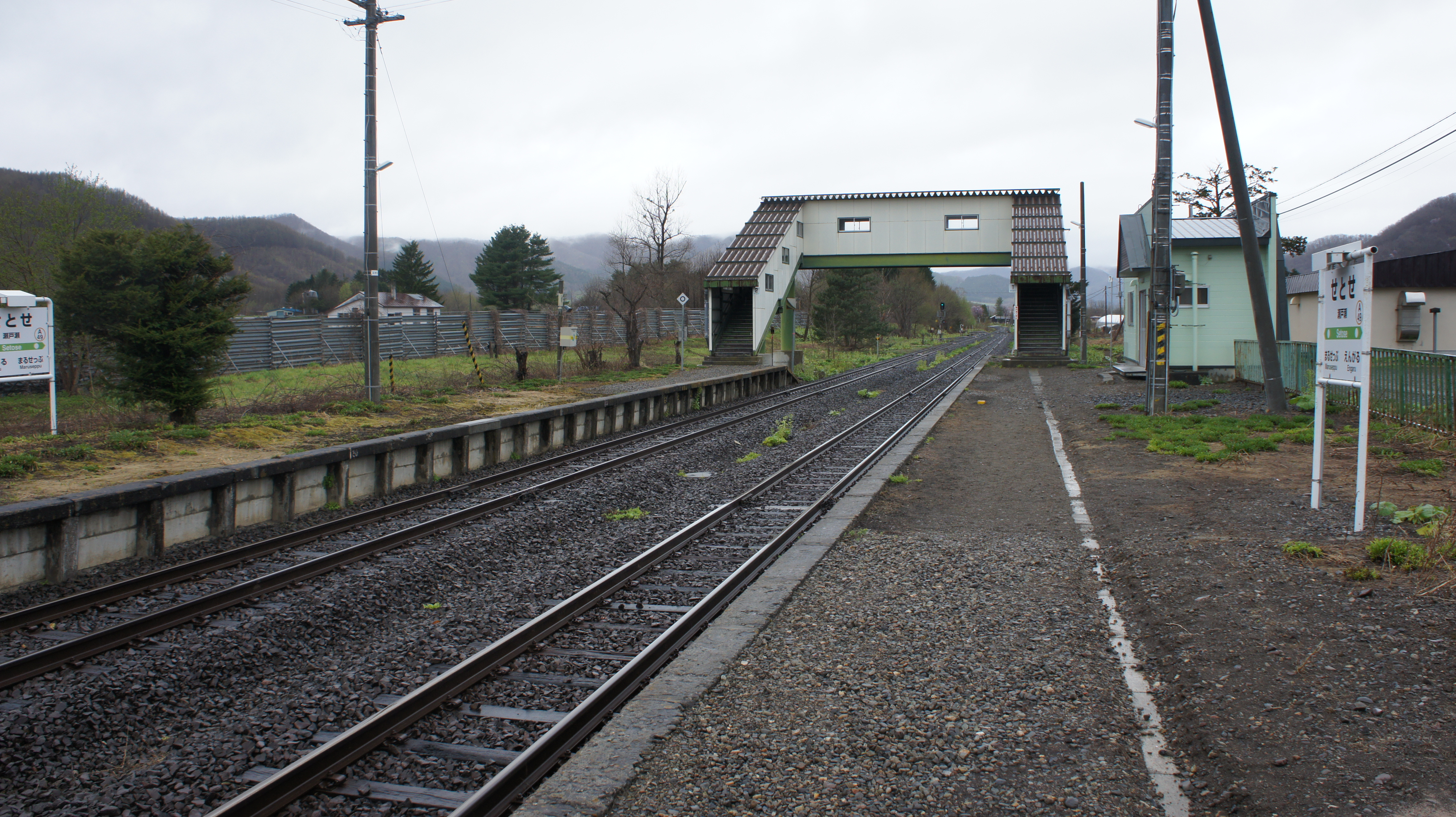
ホーム（2018年5月）
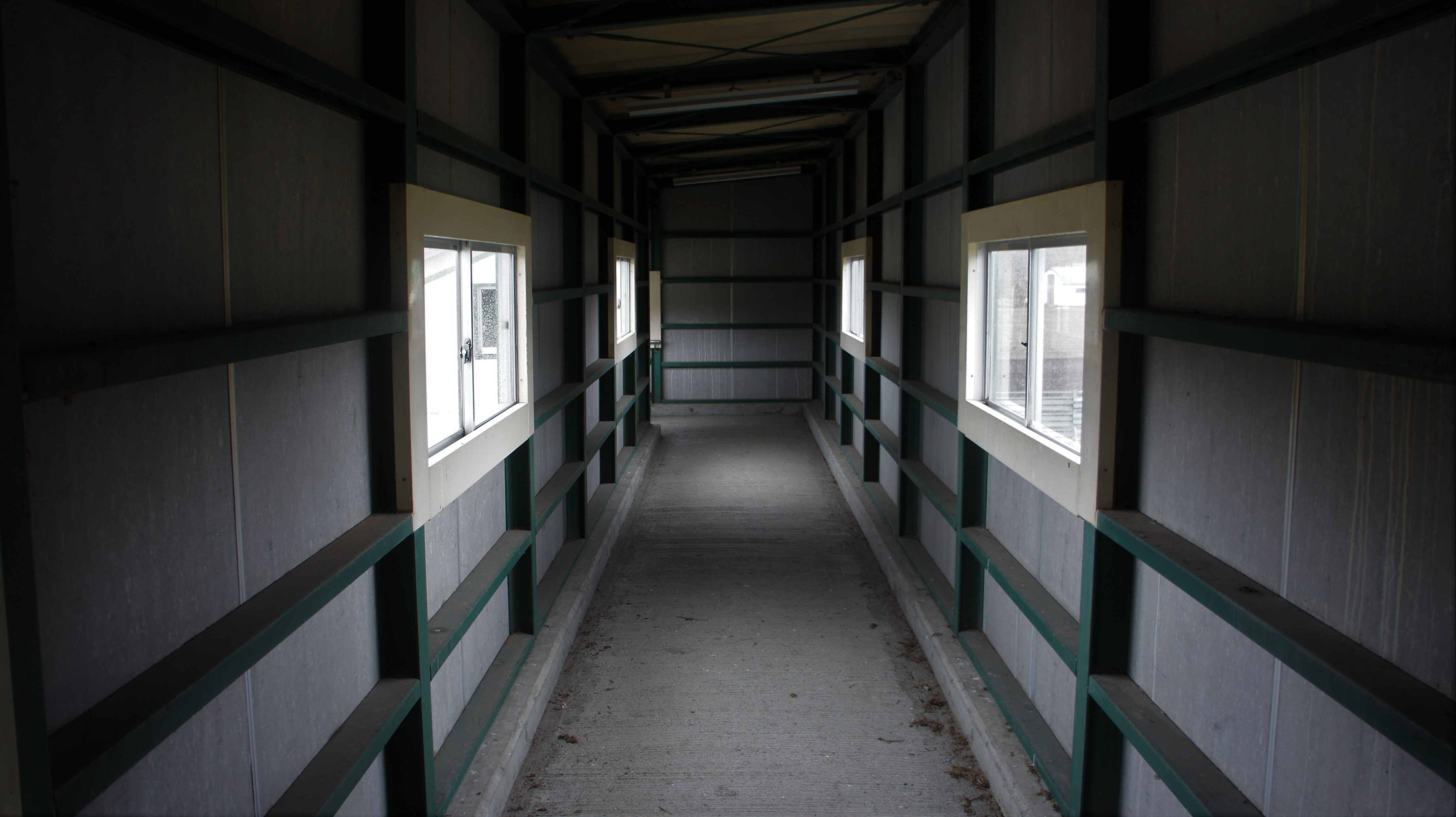
跨線橋（2018年5月）
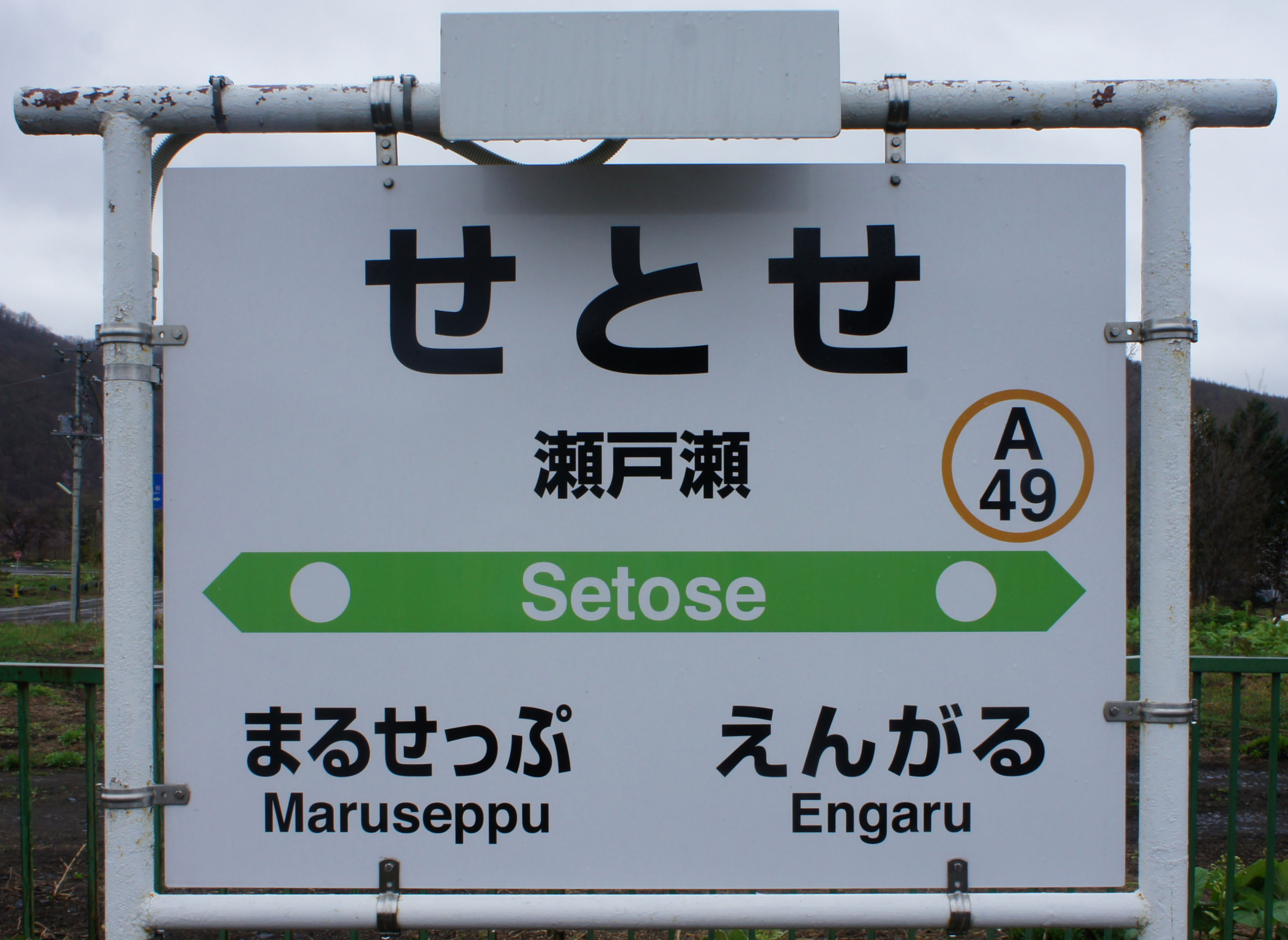
駅名標（2018年5月）

## 利用状況
乗車人員の推移は以下のとおり。年間の値のみ判明している年については、当該年度の日数で除した値を括弧書きで1日平均欄に示す。乗降人員のみが判明している場合は、1/2した値を括弧書きで記した。
また、「JR調査」については、当該の年度を最終年とする過去5年間の各調査日における平均である。
| 年度               | 乗車人員 | 乗車人員 | 乗車人員 | 出典        | 備考 |
| 年度               | 年間     | 1日平均  | JR調査   | 出典        | 備考 |
| ------------------ | -------- | -------- | -------- | ----------- | ---- |
| 1978年（昭和53年） |          | 50       |          | [ 10 ]      |      |
| 2016年（平成28年） |          |          | 1.4      | [ JR北 4 ]  |      |
| 2017年（平成29年） |          |          | 1.8      | [ JR北 5 ]  |      |
| 2018年（平成30年） |          |          | 1.4      | [ JR北 6 ]  |      |
| 2019年（令和元年） |          |          | 1.2      | [ JR北 7 ]  |      |
| 2020年（令和02年） |          |          | 1.2      | [ JR北 8 ]  |      |
| 2021年（令和03年） |          |          | 1.2      | [ JR北 9 ]  |      |
| 2022年（令和04年） |          |          | 1.0      | [ JR北 10 ] |      |
| 2023年（令和05年） |          |          | 1.4      | [ JR北 11 ] |      |

## 駅周辺
- 北海道道493号奥瀬戸瀬瀬戸瀬停車場線、北海道道711号社名淵瀬戸瀬停車場線
- 国道333号
- 瀬戸瀬郵便局
- 湧別川ダム
- 遠軽町営バス遠軽丸瀬布線「瀬戸瀬」停留所
- 旭川紋別自動車道遠軽瀬戸瀬インターチェンジ
- 瀬戸瀬温泉 - 市街地より道道493号で約10km。遠軽駅から町営バス瀬戸瀬温泉線があるが、当駅は経由しない。

## 隣の駅
北海道旅客鉄道（JR北海道）
■石北本線

■普通
丸瀬布駅 (A48) - *伊奈牛駅 -  瀬戸瀬駅 (A49)  - *新栄野駅 - 遠軽駅 (A50)
*打消線は廃駅